# Список глав Доминики
Список глав Доминики включает в себя глав государства Доминики (с 1978 года официальное наименование Содружество Доминики (англ. Commonwealth of Dominica)) со времени предоставления ей в 1967 году статуса ассоциированного с Великобританией государства. В настоящее время страну возглавляет президент Содружества Доминики (англ. President of the Commonwealth of Dominica, обычно именуемый президент Доминики англ. President of Dominica), чьё положение в системе государственной власти определяет конституция, вступившая в силу с провозглашением 3 ноября 1978 года независимости государства.
Президент избирается Палатой собрания (англ. House of Assembly) — однопалатным парламентом — на 5 лет, с правом однократного переизбрания, и играет церемониальную роль.
Применённая в первом столбце таблиц нумерация является условной. Также условным является использование в первых столбцах цветовой заливки, служащей для упрощения восприятия принадлежности лиц к различным политическим силам без необходимости обращения к столбцу, отражающему партийную принадлежность. В столбце «Выборы» отражены состоявшиеся выборные процедуры, или другие основания для занятия поста президента.

## Доминика (ассоциированное государство, 1967—1978)
После распада Вест-Индской Федерации в 1962 году была разработана концепция «ассоциированной государственности», реализованная Законом Об ассоциированной государственности 1967 года, предоставившим Доминике с 1 марта 1967 года статус ассоциированного с Великобританией государства, включавший полную автономию в отношении её внутренних дел, изменившим структуру и полномочия её правительства и установившим для страны самостоятельный пост губернатора Доминики (англ. Governors of Dominica), представлявшего правившего на территории ассоциированного государства британского монарха, сохранив за правительством Её Величества вопросы обороны и внешних сношений Доминики.
Организация Объединённых Наций не смогла вынести решение, был ли при этом достигнут суверенитет по смыслу Устава ООН и резолюций Генеральной Ассамблеи ООН.
Королева Елизавета II посещала страну 25 октября 1985 года и 19 февраля 1994 года в качестве главы Содружества наций после предоставления стране независимости и установления республики.
| Портрет | Имя (годы жизни)                                                                                             | Полномочия   | Полномочия    | Династия                        | Наименование титула | Пр.           |
| Портрет | Имя (годы жизни)                                                                                             | Начало       | Окончание     | Династия                        | Наименование титула | Пр.           |
| ------- | --- | ------------ | ------------- | ------------------------------- | --- | ------------- |
|         | Елизавета II (1926—2022) англ. Elizabeth II (урожд. Элизабет Александра Мэри англ. Elizabeth Alexandra Mary) | 1 марта 1967 | 3 ноября 1978 | Виндзоры англ. House of Windsor | Милостью Божьей, Соединённого Королевства Великобритании и Северной Ирландии и других её королевств и территорий королева, глава Содружества, защитница веры англ. By the Grace of God, of the United Kingdom of Great Britain and Northern Ireland and of Her other Realms and Territories Queen, Head of the Commonwealth, Defender of the Faith | [ 10 ] [ 11 ] |

### Список губернаторов
|        | Портрет | Имя (годы жизни)                                             | Полномочия      | Полномочия      | Пр.    |
| Начало | Портрет | Имя (годы жизни)                                             | Окончание       |                 | Пр.    |
| ------ | ------- | ------------------------------------------------------------ | --------------- | --------------- | ------ |
| 1      |         | Джеффри Колин Гай (1921—2006) англ. Geoffrey Colin Guy       | 1 марта 1967    | 24 октября 1967 | [ 12 ] |
| 2      |         | Сэр Льюис Кулс-Лартиг (1905—1993) англ. Louis Cools-Lartigue | 24 октября 1967 | 3 ноября 1978   | [ 13 ] |

## Содружество Доминики (с 1978)
3 ноября 1978 года вступила в силу конституция, провозгласившая страну республиканским Содружеством Доминики (англ. Commonwealth of Dominica), исполняющим обязанности её президента стал действовавший на этот момент губернатор Сэр Льюис Кулс-Лартиг.
Всякий раз, когда должность президента остаётся вакантной или срок его полномочий истекает, премьер-министр проводит консультации с лидером оппозиции относительно совместного выдвижения ими кандидата для избрания президентом; если они представляют спикеру Палаты собрания совместное предложение по кандидатуре, которая выразила согласие, спикер объявляет этого кандидата должным образом избранным. При отсутствии такого совместного предложения, кандидаты на пост президента могут предлагаться премьер-министром, лидером оппозиции или любыми тремя членами Палаты собрания, в которой проходит соответствующее голосование.
Курсивом и серым цветом выделены даты начала и окончания полномочий лиц, замещавших выехавшего из страны Фреда Дегазона до официального сложения им полномочий президента.
|                                            | Портрет        | Имя (годы жизни)                                                                      | Полномочия       | Полномочия      | Партия                           | Выборы       | Пр.    |
| Начало                                     | Портрет        | Имя (годы жизни)                                                                      | Окончание        |                 | Партия                           | Выборы       | Пр.    |
| ------------------------------------------ | -------------- | ------------------------------------------------------------------------------------- | ---------------- | --------------- | -------------------------------- | ------------ | ------ |
| и. о.                                      |                | Сэр Льюис Кулс-Лартиг (1905—1993) англ. Louis Cools-Lartigue                          | 3 ноября 1978    | 18 января 1979  | независимый                      | [ комм. 6 ]  | [ 13 ] |
| 1                                          |                | Фредерик Ютроп Дегазон (1913—2008) англ. Frederick Eutrope Degazon                    | 19 января 1979   | 29 января 1980  | независимый                      | 1979         | [ 15 ] |
| и. о.                                      |                | Сэр Льюис Кулс-Лартиг (1905—1993) англ. Louis Cools-Lartigue                          | 15 июня 1979     | 16 июня 1979    | независимый                      | [ комм. 9 ]  | [ 13 ] |
| и. о.                                      |                | Дженнер Борн Мод Армор (1936—2002) англ. Jenner Bourne Maude Armour                   | 21 июня 1979     | 29 января 1980  | независимый                      | [ комм. 10 ] | [ 16 ] |
| и. о.                                      | 29 января 1980 | Дженнер Борн Мод Армор (1936—2002) англ. Jenner Bourne Maude Armour                   | 15 февраля 1980  |                 | независимый                      | [ комм. 10 ] | [ 16 ] |
| пост вакантен с 16 до 25 февраля 1980 года |                |                                                                                       |                  |                 |                                  |              |        |
| 2                                          |                | Орелиус Джон Батист Ламот Мари (1904—1995) англ. Aurelius John Baptist Lamothe Marie  | 26 февраля 1980  | 20 декабря 1983 | независимый                      | [ комм. 11 ] | [ 17 ] |
| 3 (I—II)                                   |                | Сэр Кларенс Генри Огастас Сеньоре (1919—2002) англ. Clarence Henry Augustus Seignoret | 21 декабря 1983  | 24 октября 1993 | Доминикская лейбористская партия | 1983         | [ 18 ] |
| 3 (I—II)                                   | 1988           | Сэр Кларенс Генри Огастас Сеньоре (1919—2002) англ. Clarence Henry Augustus Seignoret | 21 декабря 1983  | 24 октября 1993 | Доминикская лейбористская партия |              | [ 18 ] |
| 4                                          |                | Криспин Ансельм Сорхайндо (1931—2010) англ. Crispin Anselm Sorhaindo                  | 25 октября 1993  | 5 октября 1998  | Доминикская партия свободы       | 1993         | [ 19 ] |
| 5                                          |                | Вернон Лорден Шоу (1930—2013) англ. Vernon Lorden Shaw                                | 6 октября 1998   | 1 октября 2003  | Объединённая рабочая партия      | 1998         | [ 20 ] |
| 6 (I—II)                                   |                | Николас Джозеф Орвилл Ливерпуль (1934—2015) англ. Nicholas Joseph Orville Liverpool   | 2 октября 2003   | 1 октября 2008  | независимый                      | 2003         | [ 21 ] |
| 6 (I—II)                                   | 2 октября 2008 | Николас Джозеф Орвилл Ливерпуль (1934—2015) англ. Nicholas Joseph Orville Liverpool   | 16 сентября 2012 | 2008            | независимый                      |              | [ 21 ] |
| 7                                          |                | Элиуд Тадеус Уильямс (1948—) англ. Eliud Thaddeus Williams                            | 17 сентября 2012 | 1 октября 2013  | Доминикская лейбористская партия | [ комм. 15 ] | [ 22 ] |
| 8 (I—II)                                   |                | Чарльз Анджело Сейварин (1943—) англ. Charles Angelo Savarin                          | 2 октября 2013   | 1 октября 2018  | Доминикская лейбористская партия | 2013         | [ 23 ] |
| 8 (I—II)                                   | 2 октября 2018 | Чарльз Анджело Сейварин (1943—) англ. Charles Angelo Savarin                          | 1 октября 2023   | 2018            | Доминикская лейбористская партия |              | [ 23 ] |
| 9                                          |                | Сильвани Бёртон (1964—) англ. Sylvanie Burton                                         | 2 октября 2023   | действующий     | Доминикская лейбористская партия | 2023         | [ 24 ] |